# Dracaena vanderystii
Dracaena vanderystii är en sparrisväxtart som beskrevs av De Wild. Dracaena vanderystii ingår i släktet dracenor, och familjen sparrisväxter. Inga underarter finns listade i Catalogue of Life.